# Dysschema vidua
Dysschema vidua là một loài bướm đêm thuộc phân họ Arctiinae, họ Erebidae.